# Montes Prenestinos
Los montes Prenestinos (en italiano, Monti Prenestini) son una sierra en el Lacio, centro de Italia. Forman parte de los Subapeninos del Lacio. Tienen origen calcáreo.
La cadena montañosa se encuentra entre los montes Tiburtinos (al norte), de los que está separado por el fosso de Empiglione, los montes Ruffos (al noreste), de los que está separado por el torrente Fiumicino, de la llamada "soglia di Palestrina" y del valle del Sacco (a sur), del campo Tiburtino (al oeste). 
Los montes Prenestinos culminan en el monte Guadagnolo (1218 m s. n. m.), en cuya cima se encuentra el pueblo de (localidad de Capranica Prenestina), y en el vecino monte Cerella (1202 m).